# Wilhelm Sauer
Wilhelm Carl Friedrich Sauer (Friedland, 23 de març de 1831 – Frankfurt de l'Oder, 9 d'abril de 1916) fou un fabricant d'orgues alemany.
Va fer els estudis per Alemanya, Suïssa, França i Anglaterra i el 1857 s'establí a Frankfurt. El 1882 ja havia construït 370 instruments, entre els quals figuren els grans orgues de, de tres i quatre teclats, de Berlín, Magdeburg, Sant Petersburg, Altona, Marienwerder, Fulda, Bromberg, Bochum, Mannheim, etc.

## Alguns dels grans orgues construïts per Sauer

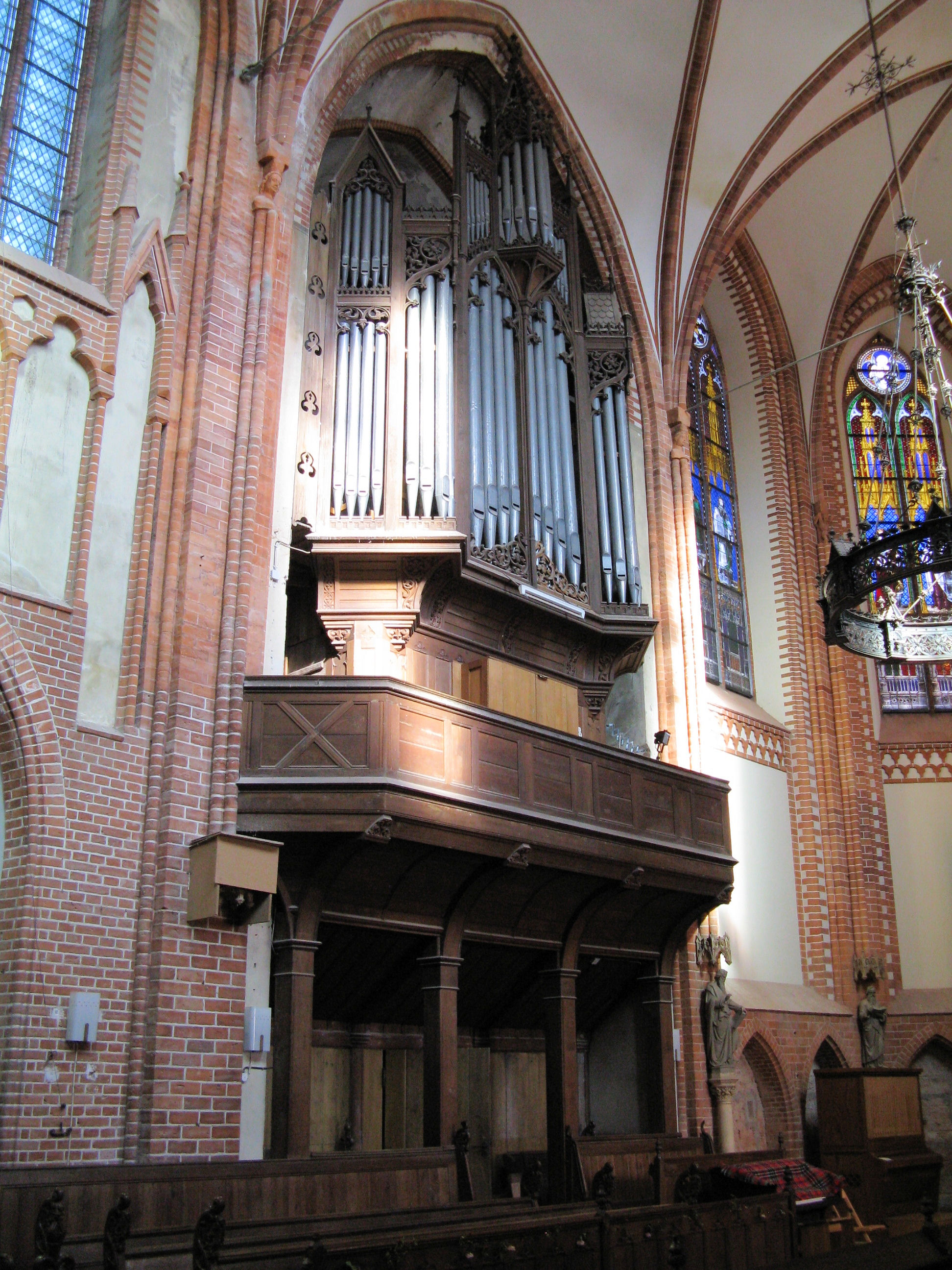
Abadia de Dobbertin
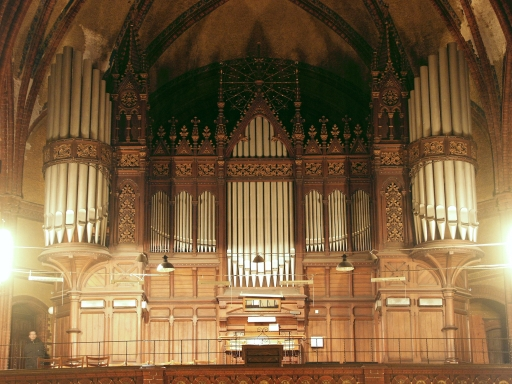
Església luterana d'Apolda
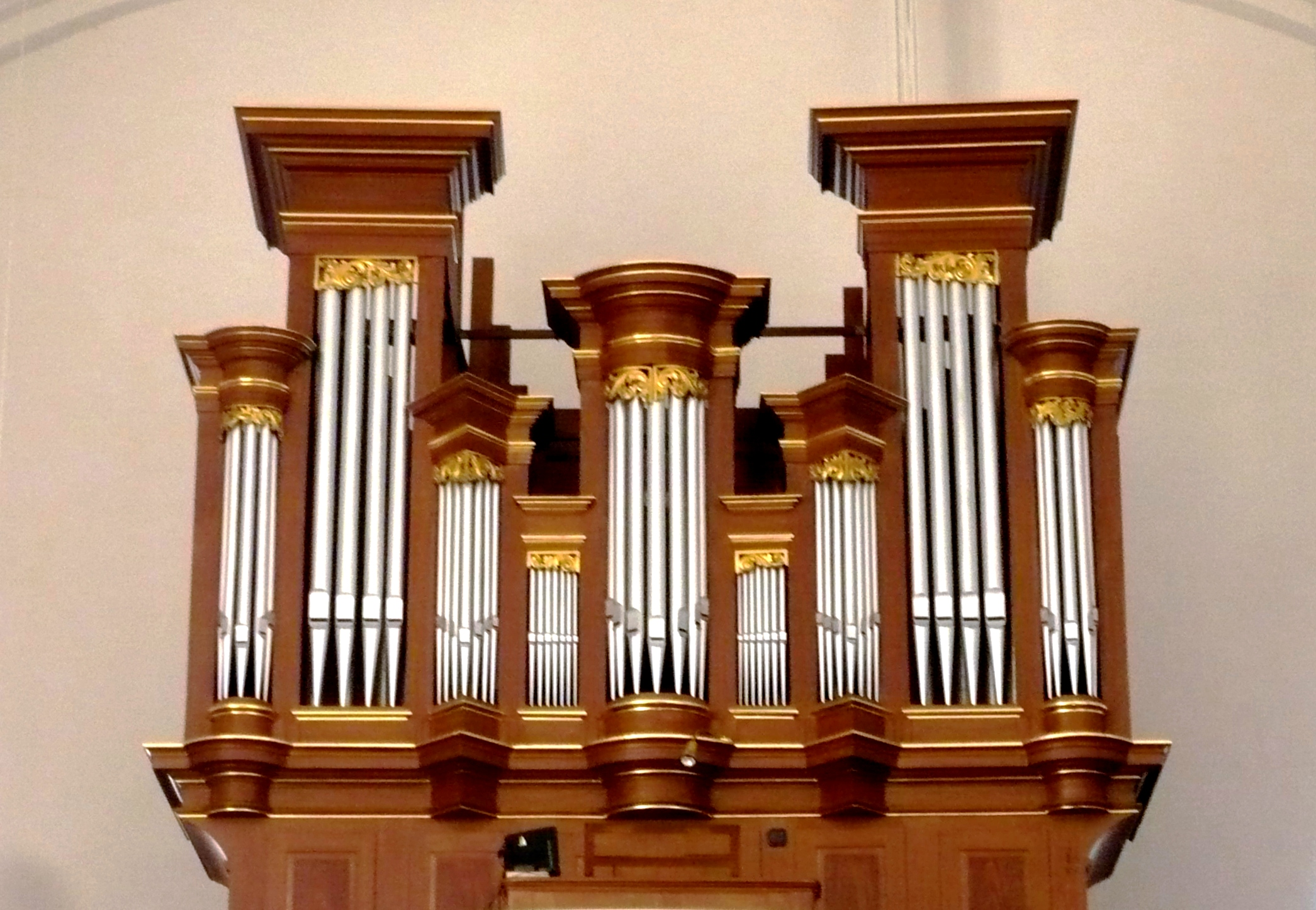
Orgue de Neuzelle
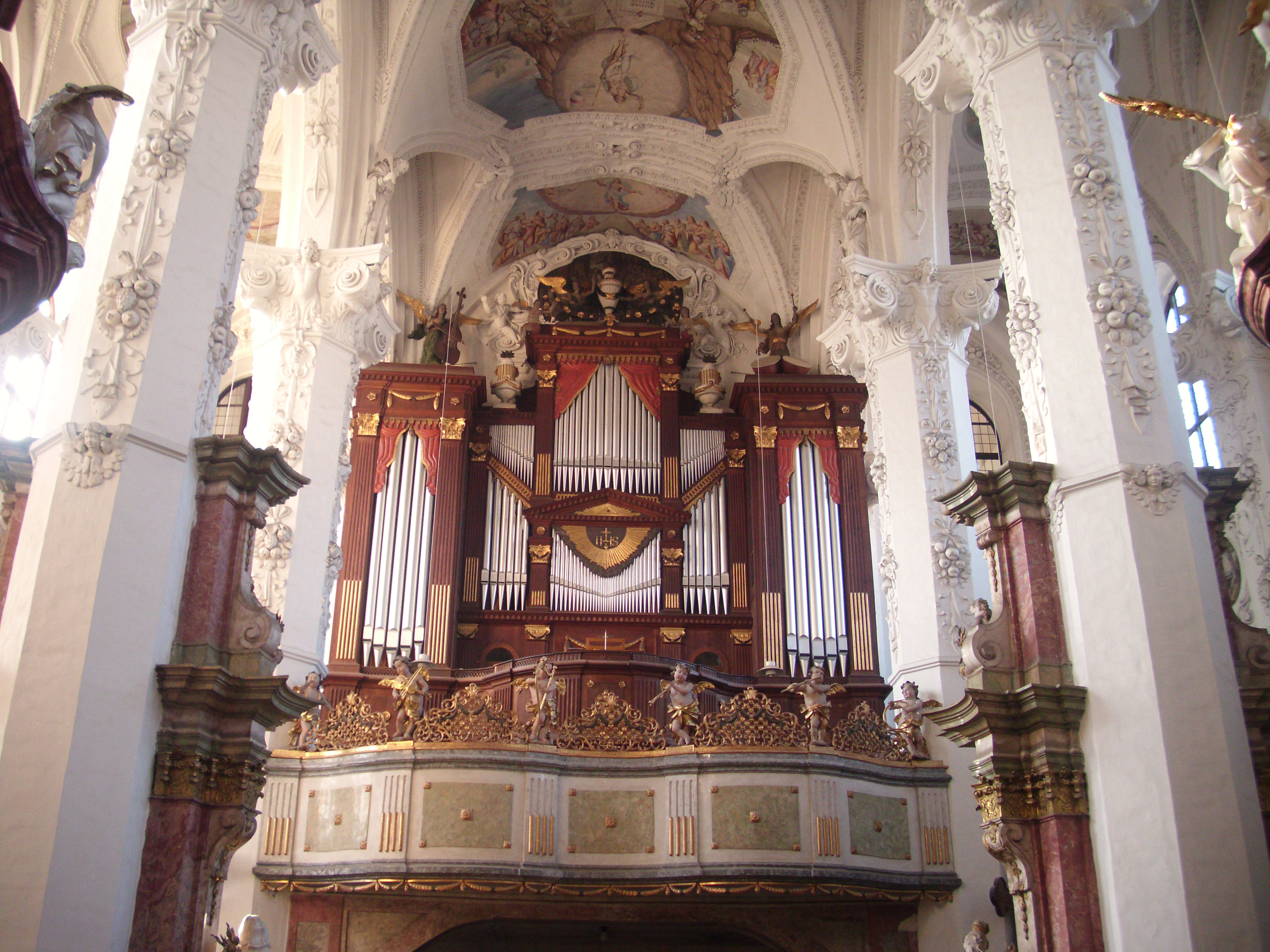
Orgue de Neuzelle